# Catherine Spalding
Catherine Spalding, née le 23 décembre 1793 dans le comté de Charles (Maryland) et morte le 20 mars 1858 à Louisville (Kentucky), est une religieuse catholique américaine, fondatrice des Sœurs de la charité de Nazareth.

## Biographie
Catherine Spalding naît dans le Maryland, puis ses parents déménagent lorsqu'elle a quatre ans dans le Kentucky, où ils s'installent dans une petite enclave catholique du comté de Nelson. Sa mère meurt peu après et son père, endetté, déserte ses obligations paternelles. Elle est recueillie par son oncle et sa tante, Thomas et Elizabeth (née Spalding) Elder, qui l'élèvent non seulement avec ses quatre frères et sœurs, mais également avec leurs propres enfants au nombre de dix ! Catherine vient habiter à l'âge de seize ans chez ses cousins Richard et Clementina (née Elder) Clark, pendant trois ans, jusqu'à ce qu'elle rejoigne un groupe de jeunes femmes qui deviendra la congrégation des Sœurs de Nazareth, réunies par l'abbé Jean-Baptiste David, prêtre sulpicien français, pour porter assistance aux enfants des pionniers, à une époque où il n'existe dans ce territoire de frontière aucune organisation de santé, d'entraide sociale, etc. La jeune fille avait acquis de solides bases d'éducation chrétienne chez ses oncle, tante et cousins et savait s'occuper d'une maison et d'enfants tout en ayant des connaissances de base en hygiène.
La communauté s'agrandit rapidement, tant les besoins sont importants, notamment envers la jeunesse délaissée ou les orphelins. Elle aide d'abord à fonder une école à St. Thomas Farm dans le comté de Nelson, alors que le diocèse du Kentucky vient de se former. La communauté est pauvre et laborieuse, mais elle parvient par le nombre de ses vocations à déménager dans une maison plus grande à Nazareth, près de Bardstown, en 1822. La Nazareth Academy devient une école de jeunes filles parmi les plus réputées de tout le Sud, en dehors de  La Nouvelle-Orléans. Mère Spalding est réélue par sa communauté encore pour six ans, expliquant pourtant à l'abbé David et à Mgr Flaget qu'elle ne veut être réélue, encore moins à vie.

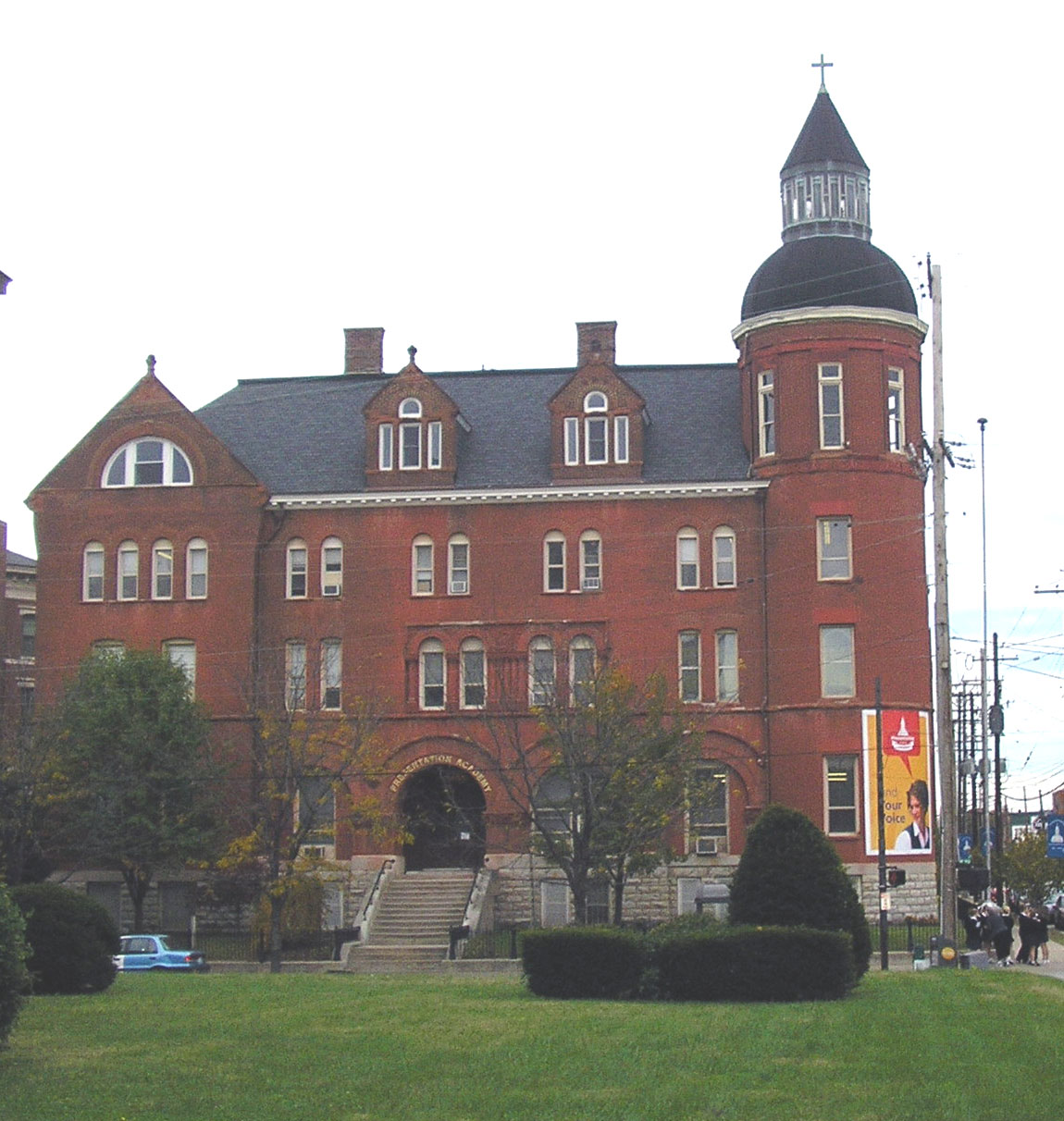
La Presentation Academy aujourd'hui

En 1831, les Sœurs ouvrent la Presentation Academy à Louisville qui est d'abord installée dans une petite maison près d'une église, jusqu'à devenir aujourd'hui une école secondaire pour jeunes filles parmi les plus prestigieuses du Sud du pays. La ville est frappée par une épidémie de choléra et les Bonnes Sœurs recueillent plusieurs orphelins. C'est le noyau du St. Vincent Orphanage qui s'agrandit au fil des années, avec un hospice adjacent.
Les Sœurs résistent à la pauvreté et à la maladie (la tuberculose fait des ravages même dans leurs rangs), mais également au désir de Mgr Flaget de les faire fusionner avec des filles de la charité du Maryland, ce dont mère Spalding ne veut pas à cause de l'éloignement qui ralentirait les prises de décision. D'autres établissements sont ouverts dans le Kentucky et la Nazareth Academy est agrandie avec une nouvelle chapelle, tandis que l'orphelinat se modernise. Telle est la situation dans les années autour de 1855.
Personnalité reconnue de tout le Kentucky, elle se dévoue en premier pour les orphelins, mais elle meurt en 1858 d'une pneumonie. L'université Spalding University est nommée d'après elle à Louisville.
Aujourd'hui, les Sœurs de la charité de Nazareth sont répandues aux quatre coins du monde.

## Source
- (en) Cet article est partiellement ou en totalité issu de l’article de Wikipédia en anglais intitulé « Catherine Spalding » (voir la liste des auteurs).